# Hercostomus rusticus
Hercostomus rusticus är en tvåvingeart som först beskrevs av Johann Wilhelm Meigen 1824.  Hercostomus rusticus ingår i släktet Hercostomus och familjen styltflugor. Inga underarter finns listade i Catalogue of Life.